# Noriaki Tsuchimoto
Noriaki Tsuchimoto (土本典昭, Tsuchimoto Noriaki) (11 de desembre 1928, Gifu Prefecture, Japan - 24 de juny 2008) fou un director de cinema documental japonès conegut per les seves pel·lícules sobre la malaltia de Minamata i els seu anàlisi dels efectes de la modernització a Àsia. A Tsuchimoto i Shinsuke Ogawa se'ls ha anomenat com les "dues figures que estructuren el paisatge del documental japonès".

## Primers anys
Tsuchimoto nasqué a la Prefactura de Gifu, però va créixer a Tòquio. Enfurismat amb el sistema imperial que va portar el Japó a la guerra, va participar amb grups d'estudiants radicals com el Zengakuren quan va entrar a la Universitat de Waseda i es va unir al Partit Comunista japonès. Per un temps fins i tot es va implicar amb el pla del JCP per la revolta armada a les muntanyes i també va ser arrestat per participar en protestes. Expulsat de Waseda el 1953, inicialment només va poder trobar feina al Societat d'Amistat Japó-Xina fins que va trobar Keiji Yoshino, un executiu i productor de cinema a Produccions Iwanami (Iwanami Eiga), una branca de Iwanami Shoten dedicada a fer documentals educatius i de relacions públiques (PR) . Inspirat en Nens de l'aula, pel·lícula de Susumu Hani, va acceptar la oferta de Yoshino d'unir-se a Iwanami el 1956. Va deixar el JCP a l'any 1957.

## Període a Iwanami
Tsuchimoto només va ser empleat a Produccions Iwanami per un any (després hi va treballar contractat com autònom), allà hi va fer pel·lícules amb altres directors importants com Hani, Shinsuke Ogawa, Kazuo Kuroki, i Yōichi Higashi, i operadors de càmera com Jun'ichi Segawa, Tatsuo Suzuki, i Masaki Tamura. Les feines que hi va fer eren principalment patrocinades per empreses japoneses que celebraven les seves consecucions en un període d'alt creixement econòmic. Però l'intel·lectualment liberal Iwanami era "un llit calent d'experimentació," en paraules del becari de pel·lícula Mark Nornes; un lloc on, segons Tsuchimoto, les persones van poder fer "les seves escenes més personals que només podien expressar-se amb imatges i no amb paraules." La feina més famosa de Tsuchimoto per Iwanami és l'ajudant d'Un Enginyer (1963), una pel·lícula feta pels Ferrocarrils Nacionals japonesos que parla d'enginyers de tren que treballen dur per mantenir la puntualitat.
Els conflictes amb patrocinadors i l'empresa esdevingueren inevitables a Iwanami, en particular una controvèrsia amb dos contribucions de Tsuchimoto a una sèrie de documentals sobre prefectures del Japó que va portar als productors a formar el "Grup Blau" (Ao cap Kai), una organització informal on els membres van argumentar sobre les pel·lícules dels altres i van propugnar-se per un documental nou. Molts dins el Grup Blau més tard van deixar Iwanami per començar a produir documentals de manera independent.
Una altra pel·lícula que Tsuchimoto va dirigir durant aquest període era A la carretera: Un Document (1963), una pel·lícula encarregada per la Policia Metropolitana de Tòquio per promoure la seguretat de trànsit abans dels Jocs Olímpics de Tòquio. Tsuchimoto va treballar de prop amb el sindicat de conductors de taxis per expressar una forta denuncia del Japó urbà vist a través dels ulls d'un taxista. La pel·lícula va guanyar diversos premis, però la Policia va rebutjar mostrar-la i va quedar a un prestatge durant anys.

## Producció de cinema independent
Tsuchimoto fou un dels primers directors relacionats amb Iwanami a establir-se com independent. El 1965, va començar un documental televisiu sobre un estudiant d'intercanvi sota amenaça de ser deportat a Malàisia, malgrat probablement fos castigat per les seves activitats polítiques un cop retornat. La xarxa va retirar quan els problemes van sorgir amb el govern malai, però Tsuchimoto va decidir de tota manera fer la pel·lícula, Estudiant de Canvi Chua Swee Lin. Reunint donacions, va col·locar la seva càmera fermament al costat de l'estudiant i finalment es va impedir la deportació. En paraules de Nornes, "És una pel·lícula que va començar un moviment més que representar-lo," i esdevingué model per un documental independent més compromès que arribaria més tard.
Després de fer Prehistòria dels Partisans, que mostra estudiants radicals de la Universitat de Kyoto des de les barricades, per Produccions Ogawa, Tsuchimoto va començar la seva la més famosa feina, una sèrie de documentals sobre l'incident d'emmetzinament del mercuri a Minamata, Japó. Tsuchimoto aquest cop es va dedicar a treballar al costat de les víctimes. Doncs en un primer intent per filmar la malaltia Minamata per un documental televisiu es va trobar amb certa resistència per part dels afligits, aparentment per falta de confiança als mitjans de comunicació. A la primera entrega, la pel·lícula més famosa en la sèrie, Minamata: Les Víctimes i el seu Món (1971), va deixar parlar a les víctimes per si mateixes, donant la seva versió de la història, que fins aquell moment no havia estat representada pels mitjans de comunicació ni reconeguda pe la empresa contaminant Chisso, ni pel govern. El director no només mostrava aquella difícil situació, sino que va treballar per difondre les seves pel·lícules a l'àrea i educar altres víctimes. Segons el crític Chris Fujiwara, "el cinema de Tsuchimoto encarna la cerca d'un punt de vista capaç de representar el punt de vista dels seus subjectes, i una immersió subjectiva del director dins les contradiccions del seu material."
Algunes pel·lícules de la sèrie, tal com Minamata Malaltia: Una Trilogia, s'enfoca principalment als assumptes mèdics de la malaltia, i no només al vessant polític. I tan a Minamata: Les Víctimes i el seu Món i El Mar de Shiranui (1975), no va tractar les víctimes com objectes de llàstima o agents de protesta, en comptes d'això, es va esforçar per entendre el seu món, trobant la seva lluita per mantenir una relació propera amb el mar i les seves formes de vida tradicionals, trastornada en gran part per la contaminació mediambiental, "una genuïna forma d'humanitat."
Tsuchimoto va fer prop d'una dotzena de pel·lícules sobre Minamata, però també va treballar molts altres temes, des del poeta Shigeharu Nakano fins a la complexa situació dels coreans al Japó. Algunes de les seves pel·lícules tracten preocupacions per la contaminació, el mar, i els costos de la modernització i opressió política per explorar l'bomba atòmica i energia nuclear. També s'interessà per l'Afganistan i en va fer tres pel·lícules d'aquest país abans dels Talibans, com Primavera afganesa i Un altre Afganistan: Diari de Kabul 1985. Va publicar diversos llibres i també va participar com a director convidat al Seminari Flaherty, de 2003.
Va morir de càncer de pulmó el 24 de juny de 2008.

## Filmografia seleccionada
- L'ajudant d'un Enginyer (ある機関助士, Aru kikan joshi), 1963
- A la carretera: Un Document (ドキュメント路上, Dokyumento rojō), 1964
- Estudiant d'intercanvi Chua Swee Lin (留学生チュア・スイ・リン, Ryugakusei Chua Sui Rin), 1965
- Prehistòria dels Partisans (パルチザン前史, Paruchizan zenshi), 1969
- Minamata: Les Víctimes i el seu Món (水俣ー患者さんとその世界, Minamata: Kanjasan to sono sekai), 1971
- Malaltia de Minamata: Una Trilogia (医学としての水俣病ー三部作, Igaku to shite no Minamata-byō: Sanbusaku: Sanbusaku), 1974–1975
- El Mar Shiranui (不知火海, Shiranuikai), 1975
- Recordant Nakano Shigeharu (偲ぶ・中野重治, Shinobu Nakano Shigeharu), 1979
- El quadern nuclear de Tsuchimoto Noriaki (原発切抜帖, Genpatsu kirinukichō), 1982
- Primavera afganesa (よみがえれカレーズ, YYomigaere Karēzu), 1989
- Un altre Afganistan: Diari de Kabul 1985 (もうひとつのアフガニスタン カーブル日記 1985年, Mō hitotsu no Afuganisutan: Kāburu nikki 1985-nen), 2003
- Rastres: El Museu de Kabul 1988 (在りし日のカーブル博物館1988年, Arishihi no Kāburu Hakubutsukan 1988-nen), 2003